# Velimir Zajec
Velimir Zajec (Zagreb, 12 de fevereiro de 1956) é um ex-futebolista profissional croata, que atuava como defensor.

## Carreira
Velimir Zajec fez parte do elenco da Seleção Iugoslava de Futebol da Copa do Mundo de 1982. 